# Gedempte Raamgracht
De Gedempte Raamgracht is een gedempte gracht en straat in het centrum van de Noord-Hollandse stad Haarlem. De gracht werd in 1628 gegraven.
De straat loopt vanaf de kruising met het Sophiaplein en de Drapenierstraat. Na deze straten ging de gracht over in de Voldersgracht. Ook liep er een gracht, de Zijdgracht vanaf deze gracht over de huidige plek van het Sophiaplein naar de Oude Zijlvest en later de Westelijke Singelgracht, dat nu bekend staat als de Wilhelminastraat. De gracht mondde uit op de Raamsingel nabij het Wilsonplein, hier was vroeger ook de Raampoort gelegen.
Aan de Gedempte Raamgracht is een Rijksmonument gevestigd, aan het adres Gedempte Raamgracht 69, op de hoek met de Raamstraat. Het gebouw betreft een woonhuis met klokgevel met voluten en houten afdekking.